# Isaias Afwerki

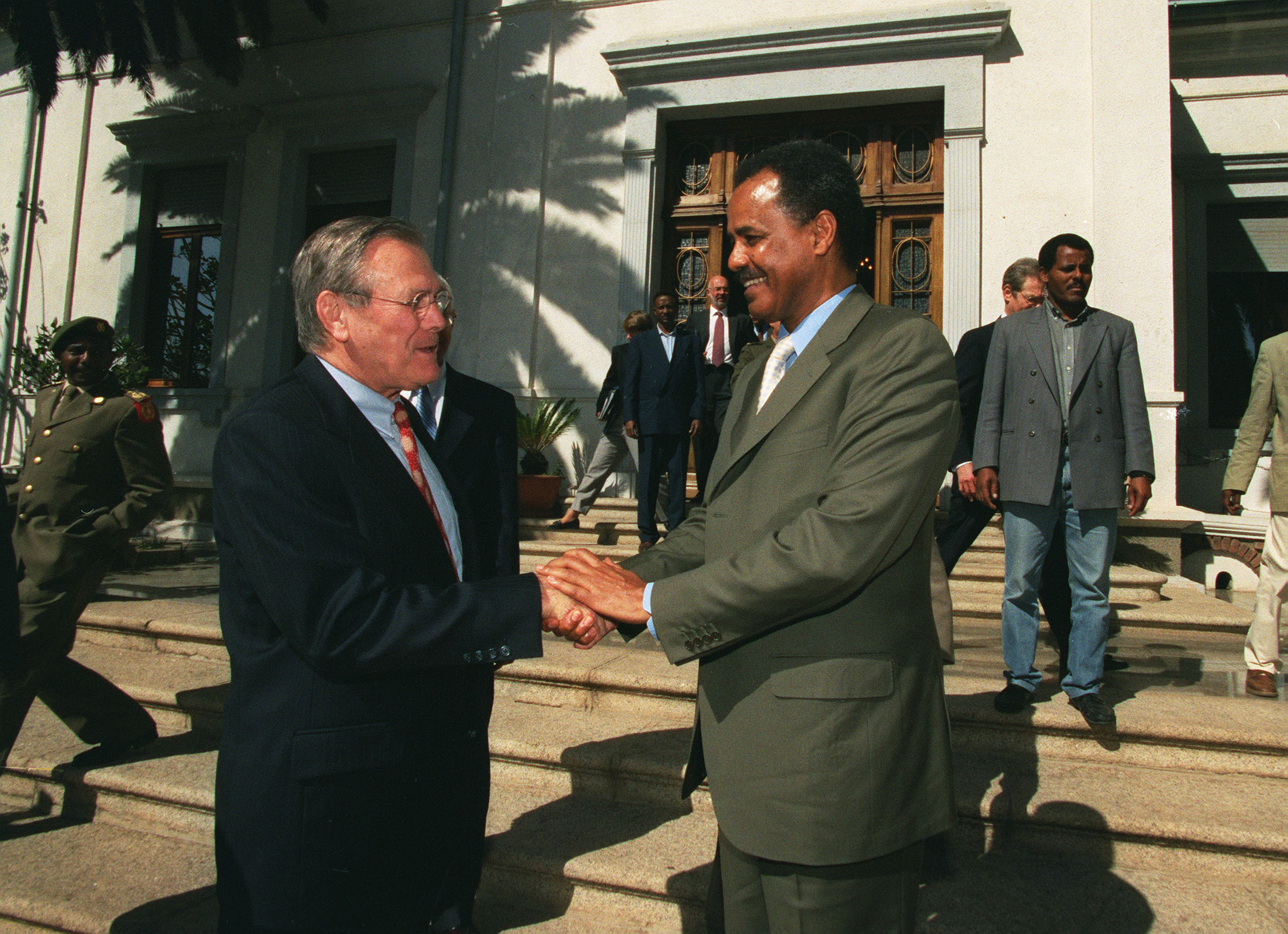
Donald Rumsfeld och Isaias Afwerki.

Isaias Afwerki (även Afewerki), född 2 februari 1946 i Asmara, är Eritreas förste och hittills ende president sedan självständigheten 1993. Han är även ledare för det enda tillåtna partiet People's Front for Democracy and Justice (PFDJ). Före 1993 var Afwerki ledare för den beväpnade rörelsen Eritrean People's Liberation Front som verkade för ett självständigt Eritrea.
Omvärldens syn på presidenten var optimistisk åren efter självständigheten, och Eritrea framhölls som ett exempel på den positiva utvecklingen i Afrika. Men relationen mellan Afwerki och Meles Zenawi, Etiopiens premiärminister och Afwerkis forna allierade, blev hastigt sämre, vilket sedermera eskalerade till det eritreansk-etiopiska kriget. Synen på regimen är numera (2022) väldigt annorlunda, och Afwerki har fått ta emot mycket kritik från omvärlden för bristande mänskliga rättigheter i landet.